# Elphos albifascia
Elphos albifascia là một loài bướm đêm trong họ Geometridae.